# Chiesa di Santa Maria Assunta (San Colombano Certenoli)
La chiesa di Santa Maria Assunta è un luogo di culto cattolico situato nella frazione di Certenoli, in piazza Nostra Signora Assunta, nel comune di San Colombano Certenoli nella città metropolitana di Genova. La chiesa è sede della parrocchia omonima del vicariato di Sturla e Graveglia della diocesi di Chiavari.

## Storia
La prima citazione di una chiesa a Certenoli risale al 1159, anche se la sua origine è probabilmente più antica; la si ritrova menzionata ulteriormente in diversi atti di proprietà di età medievale.
Nel 1549 il giuspatronato della parrocchia fu concesso da papa Paolo III al certenolese Giuseppe Solari e nel 1555 il rettore don Domenico Solari provvide a far restaurare la parrocchiale.
La chiesa venne ampliata e rimodernata nel 1720 per interessamento di Giacomo Leverone e nel 1892 si procedette al rifacimento della facciata e all'ampliamento delle cappelle laterali.
Il 23 giugno 1927 la parrocchiale venne elevata al rango di arcipretale e nel 1933 fu sopraelevata la torre campanaria.

## Descrizione

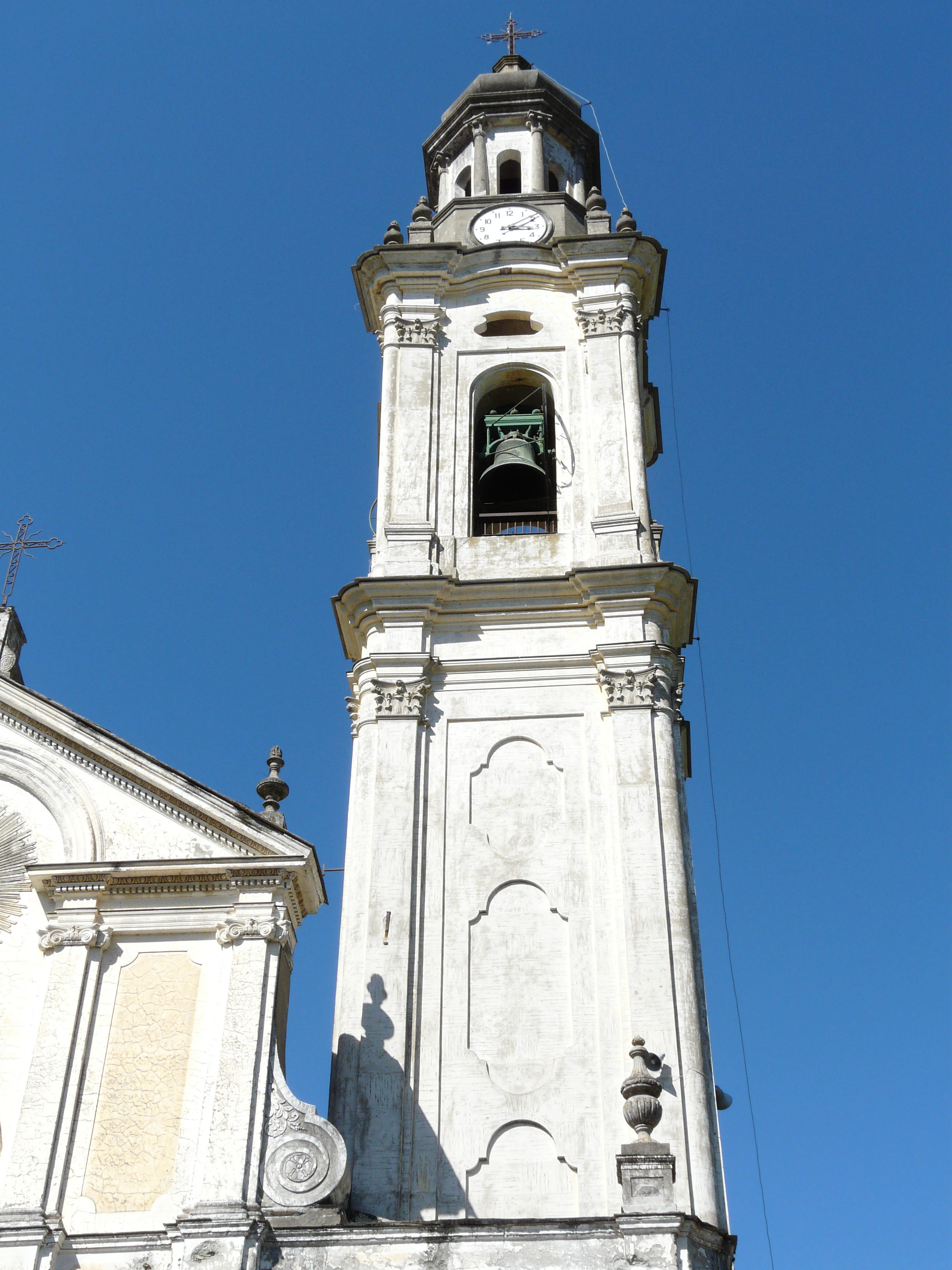
Il campanile

### Esterno
La facciata a salienti della chiesa, che volge a mezzogiorno, è suddivisa da una cornice marcapiano in due registri, entrambi scanditi da lesene. Quello inferiore, più largo e in stile tuscanico, presenta al centro il portale maggiore, sormontato da una raffigurazione di Santa Maria Assunta e affiancato da due statue alloggiate in nicchie e raffiguranti rispettivamente la Madonna col Bambino assieme a Sant'Anna e San Gioacchino, e ai lati gli ingressi secondari, sopra i quali si aprono due finestre di forma semicircolare, mentre quello superiore, d'ordine ionico e coronato dal timpano triangolare, è caratterizzato da una grande finestra a mezzaluna.
Annesso alla parrocchiale è il campanile a base quadrata, la cui cella presenta su ogni lato una monofora ed è coronata dalla cupola a cipolla poggiate sul tamburo, sul quale si aprono delle finestrelle a tutto sesto.

### Interno
L'interno dell'edificio, la cui pianta è a croce greca, è suddiviso da pilastri sorreggenti archi a tutto sesto in tre navate, le laterali delle quali coperte da volte a crociera; al termine dell'aula si sviluppa il presbiterio, delimitato da balaustre, ospitante l'altare maggiore e chiuso dall'abside semicircolare.
Qui sono conservate diverse opere di pregio, tra le quali una statua con soggetto l'Assunta, risalente al 1875, il coro ligneo, costruito nel XVII secolo, il dipinto ritraente il Battesimo di Cristo, il settecentesco Cristo nero, realizzato dal genovese Anton Maria Maragliano, e il Crocifisso bianco, scolpito nel XIX secolo dal Molfino.